# Localidad tipo

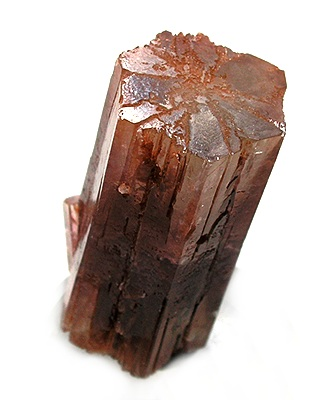
Macla de aragonito procedente de la localidad tipo (Molina de Aragón, Guadalajara, España)

La localidad tipo (latín: locus typicus) o área tipo, refiere al sitio de donde proviene una muestra de roca, mineral, fósil o ser vivo al recibir su primera descripción científica.
En ocasiones tales muestras pueden provenir de diferentes lugares, en cuyo caso determinadas clasificaciones pueden tener más de una localidad tipo. Frecuentemente el nombre de las rocas o minerales descritos deriva del nombre del sitio geográfico, incluyendo el caso de los fósiles en paleontología.  
Se llaman estratotipos (sección geológica de referencia) a las localidades tipo de unidades estratigráficas, como las formaciones geológicas. Un caso especial son las secciones y puntos de estratotipo de límite global (GSSP), que definen la base de las unidades cronoestratigráficas globales. También se utilizan localidades tipo para definir estructuras tectónicas.

## Ejemplos
Algunos ejemplos de rocas o minerales cuya designación proviene de la localidad tipo son: 
- Aragonito: Molina de Aragón, Guadalajara, España
- Autunita: Autun, Francia
- Cobaltita: Cobalt (Ontario), Canadá
- Coyoteita: Coyote Peak cerca de Orick (California) , Estados Unidos
- Harzburgita: Bad Harzburg, Alemania

En el caso de formaciones y estructuras geológicas:
- Caldera: Caldera de Taburiente, La Palma, Islas Canarias, España
- Formación Calvert: Calvert Cliffs State Park, Maryland, USA
- Formación Fort Payne: Fort Payne (Alabama), Estados Unidos
- Formación Holston: Holston River, Tennessee, Estados Unidos

Para unidades cronoestratigráficas (localidades donde se definieron inicialmente y de las que procede su nombre, no confundir con los GSSP):
- Aaleniense: Aalen, Alemania
- Albiense: el río Aube, Francia
- Aptiense: Apt (Vaucluse), Francia
- Bajociense: latinizado por Bayeux, Normandía, Francia
- Barremiense: Barrême, Alpes-de-Haute-Provence, Francia
- Bathoniense: Bath, Inglaterra
- Berriasiense: Berrias, Ardèche, Francia
- Calloviense: forma latina de Kellaways Bridge, Wiltshire, Inglaterra
- Campaniense: Champagne (Charente Marítimo), Francia
- Cenomaniense: nombre latino de Le Mans, Francia
- Coniaciense: Cognac, Francia
- Hauteriviense: Hauterive (Neuchâtel), Suiza
- Hettangiense: Hettange-Grande, Francia
- Jurásico: Montes Jura, Suiza
- Kimmeridgiense: Kimmeridge, Inglaterra
- Maastrichtiense: Maastricht, Países Bajos
- Santoniense: Saintes, Francia
- Sinemuriano: Semur-en-Auxois, Francia
- Toarciano: Thouars, Francia
- Turoniense: Tours, Francia
- Valanginiense: Valangin, Suiza